# Markaba
Pour les articles homonymes, voir Markaba (homonymie).
Markaba (en arabe مركبا) est un village situé dans le district de Marjeayoune du Gouvernorat de Nabatiyeh au sud du Liban.
Markaba est entouré par Hounine de l'est, Tallousa et Bani Hayane de l'ouest, Reb thlathine du nord, Houla du sud et Edayssé du nord est, elle est à 700 m de latitude et situé à 105 km du capital Beyrouth.
Markaba est occupé par l'armée israélienne durant l'invasion du sud-Liban en 2024. La population est expulsée et 70 % des bâtiments sont détruits.